# 曼努埃尔·施特劳赫
曼努埃尔·施特劳赫（德語：Manuel Strauch，1976年1月18日—），德国男子赛艇运动员。他曾代表德国参加科隆举办的1998年世界赛艇锦标赛，获得男子轻量级八人单桨有舵手金牌。